# MAS 15
Il MAS 15 è attualmente una nave museo esposta al Sacrario delle bandiere del Vittoriano di Roma. Si tratta di un Motoscafo Armato Silurante della Regia Marina impiegato durante la prima guerra mondiale.

## Storia
Fa parte della prima serie (da 3 a 22) dei mezzi realizzati dall'ing. Attilio Bisio nel cantiere navale SVAN di Venezia per la Regia Marina, e inizialmente chiamati Motobarca Armata Svan. Entrò in servizio il 29 luglio 1916.
Fondamentalmente si tratta di un motoscafo da 12 tonnellate di dislocamento, con una decina di uomini di equipaggio e armamento costituito generalmente da 2 siluri e alcune bombe di profondità, oltre ad una mitragliatrice o ad un cannoncino.
L'unità è storicamente importante in quanto il 10 giugno 1918, al comando del Tenente di Vascello Luigi Rizzo, fu protagonista dell'impresa di Premuda avendo causato l'affondamento della corazzata Szent István della Marina Austro-Ungarica, al largo dell'isola di Premuda. 
Tale evento viene commemorato con l'attuale festa annuale della Marina Militare. Dal giugno 1936 è conservato al Vittoriano.
Oltre a questo un altro MAS molto simile (ma non uguale) risalente al primo conflitto mondiale, il MAS 96 è esposto al Vittoriale degli italiani a Gardone Riviera.
Oltre a questi due altre MAS (della seconda guerra mondiale) sono conservati come navi museali il MAS 472 a Marina di Ravenna e il MAS 473 al museo storico navale di Venezia con la motozattera MZ 737 e con il sottomarino Dandolo.